# Болинтин-Вале
Болинти́н-Ва́ле (рум. Bolintin-Vale) — город в Румынии в составе жудеца Джурджу.

## История
Долгое время это была обычная сельская местность. В 1989 году коммуна Болинтин-Вале получила статус города.